# 톨런

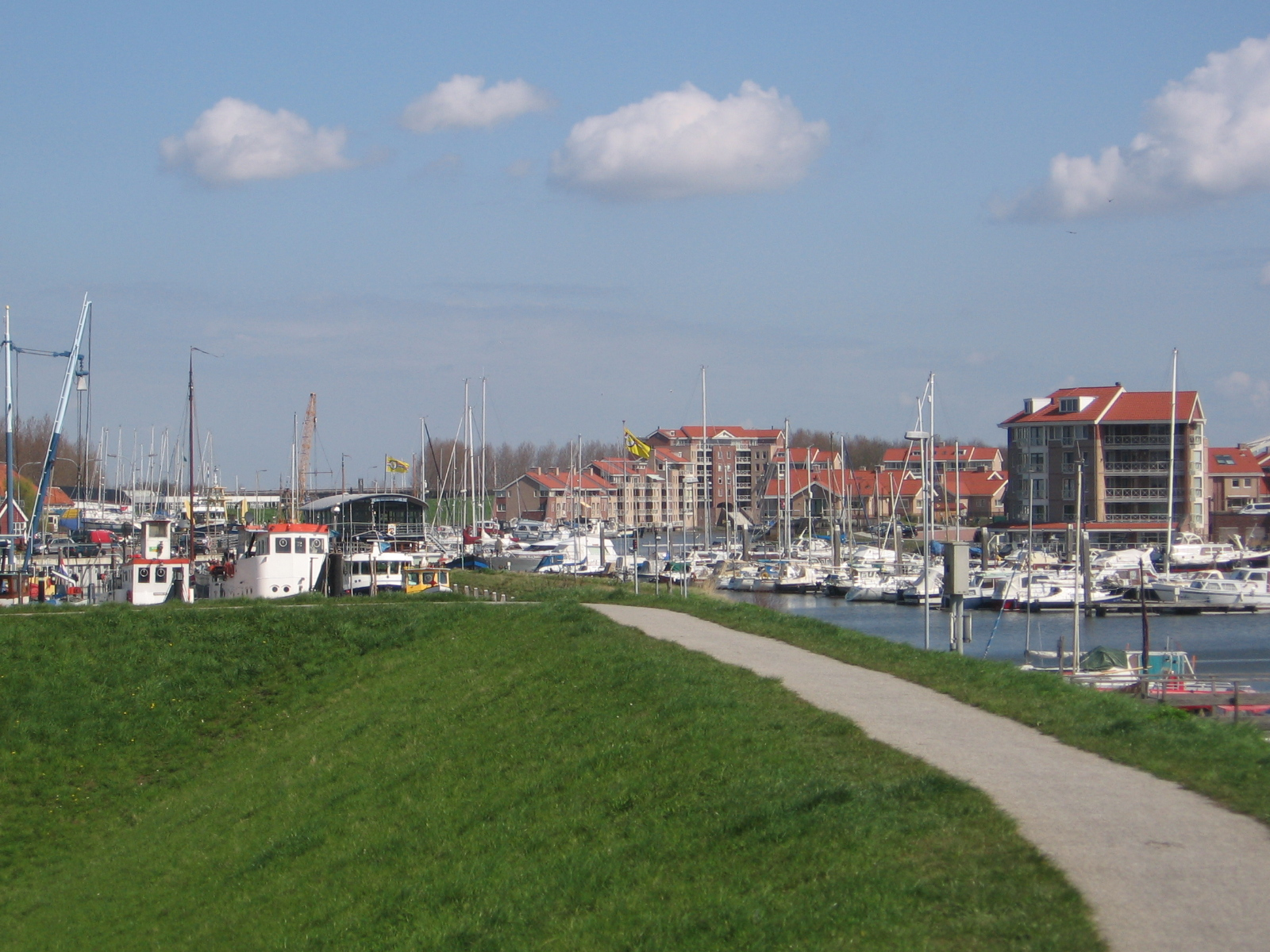
톨런 항

톨런의 위치

톨런(네덜란드어: Tholen)은 네덜란드 남서부 제일란트주의 도시로 면적은 254km2, 높이는 -1m, 인구는 25,547명(2017년 8월 기준), 인구 밀도는 174명/km2이다.
2개의 반도 지형으로 구성된 항구 도시로서 남부에 위치한 톨런(Tholen), 북부에 위치한 신트필립슬란트(Sint Philipsland)로 나뉜다. 이들 지역은 과거에는 해협이었지만 현재는 만이 된 크라벵크레이크(Krabbenkreek)와 접하고 있으며 운하, 다리를 통해 서로 연결되어 있다.

시기
시 문장